# Hajntige Najes
Hajntige Najes (jid. הײַנטיקע נײַעס, pol. Dzisiejsze Nowiny) – dziennik w języku jidysz wydawany w Warszawie w latach 1929–1939 przez spółdzielnię Alt Naj jako popołudniowe wydanie dziennika „Hajnt”.
W bardziej przystępnej, niestroniącej od sensacji formie przedstawiał aktualne wydarzenia polityczne i gospodarcze, uzupełniając je sensacyjnymi reportażami kryminalnymi, sądowymi oraz doniesieniami towarzyskimi.
Dzięki nieco bulwarowemu charakterowi i wysokiemu nakładowi oscylującemu w granicach 60 tys. egzemplarzy (a sięgającemu 75 tys. w czasie najbardziej emocjonujących wydarzeń) „Hajntige Najes” stanowił podporę dla poważniejszego „Hajnt”.
Redaktorem naczelnym był Symcha Pietruszka, który do 1927 pracował w „Hajnt” jako korespondent z Erec Izrael. Do gazety często pisywał dr Awraham Gliksman (znany intelektualista w kręgach prasowych i literackich). Stałe rubryki redagowali m.in. Szlomo Rosenberg (literacki asystent Szolema Asza), Jacob Kopel Dwa, Urke Nachalnik (Icchak Baruch Farbarowicz) i Ber Kocher.
„Hajntige Najes” ostro rywalizowało z podobnymi gazetami, takimi jak „Warszewer Radio” i „Unzer Ekspres”.